# Jeju-Aufstand

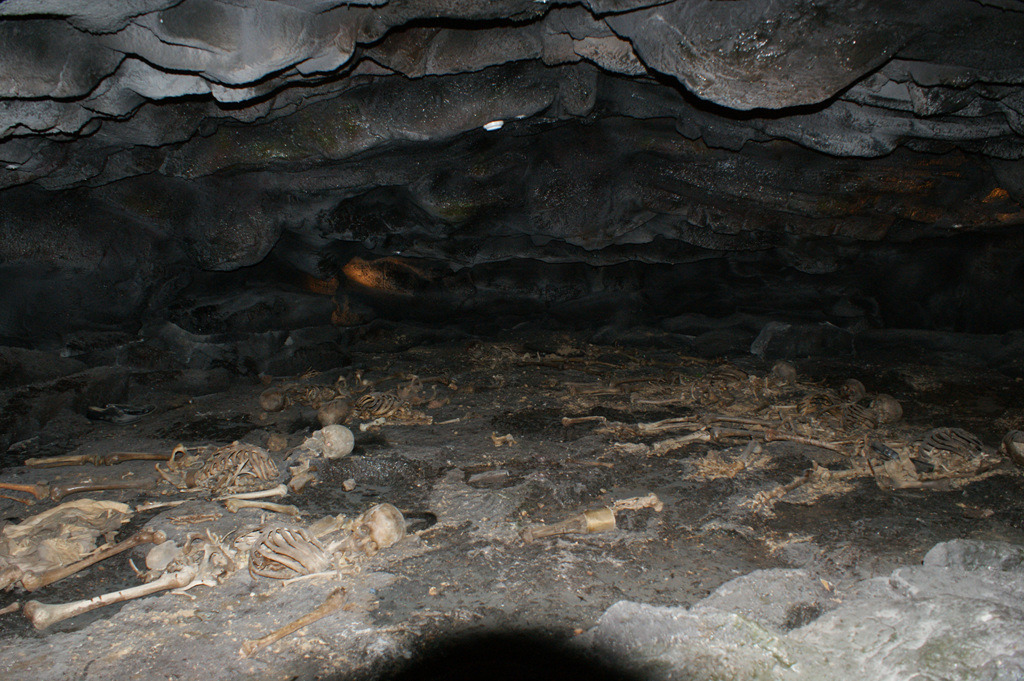
Menschliche Überreste 1948/49 (durch Rauch getötet), nach dem Massaker in der Darangshi-Höhle

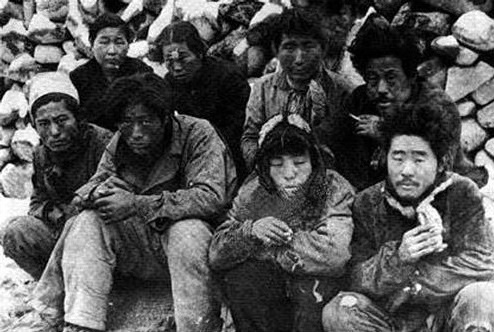
Einwohner von Jeju warten auf ihre Exekution

Beim Jeju-Aufstand kam es 1948 auf der südkoreanischen Insel Jeju nach der Einsetzung einer rechtsgerichteten Lokalregierung durch die Regierung in Seoul zu Massakern an Teilen der Inselbevölkerung durch die Regierung; mit Hilfe der US-amerikanischen Besatzungsarmee.

## Vorgeschichte
Widerstand gegen Polizeirepression und die Angst vor Fremdbestimmung der Insel hatten einen Aufstand linksgerichteter Rebellen ausgelöst. Am 3. April 1948 griffen diese auf der ganzen Insel Polizeikommandos sowie die Einrichtungen einer rechtsextremen paramilitärischen Organisation an.

## Ablauf
Polizei und Armee schlugen mit großer Brutalität zurück und verfolgten eine Strategie der verbrannten Erde. Um die Aufständischen im bergigen Landesinnern zu isolieren, wurden alle Dörfer, die mehr als vier Kilometer von der Küste entfernt waren, dem Erdboden gleichgemacht. Nach offiziellen südkoreanischen Angaben wurden dadurch zwischen April 1948 und August 1949 270 von insgesamt 400 Dörfern auf der Insel ausgelöscht. Bei den genozidähnlichen Massakern wurden mehr als 27.000 Personen getötet, zum überwiegenden Teil Zivilisten; Schätzungen der Opferzahl weichen allerdings deutlich voneinander ab. Auch das Ende der Unruhen Anfang der 1950er wird unterschiedlich angesetzt.

„Das Massaker begann am 3. April 1948. Koreanische Truppen schlugen mit Hilfe der amerikanischen Besatzungsarmee einen angeblich kommunistischen Aufstand in Jeju nieder, der tatsächlich kaum mehr als eine Unmutskundgebung von ein paar hundert Menschen war. Der Gewaltausbruch war unvorstellbar, die Zahl der Toten ist es bis heute, dreißigtausend sagen die einen, hundertvierzigtausend sagt man auf Jeju: Frauen, Kinder und Greise. Fast jede Familie verlor jemanden, und jahrzehntelang war es streng verboten, den Massenmord auch nur zu erwähnen, den ‚Vorfall vom 3. April‘, wie es noch immer oft euphemistisch heißt.“

In den folgenden Jahrzehnten legte die Regierung einen Schleier des Schweigens über die Ereignisse. Die Hinterbliebenen erhielten in ganz Südkorea Berufsverbot; Gedenkveranstaltungen und die Bergung der Toten waren strengstens untersagt. Erst mit der Demokratisierung des Landes ab Ende der achtziger Jahre begannen Versuche, die Vergangenheit aufzuarbeiten.
Generalleutnant Kim Ik Ruhl († 1988) war damals Kommandant der südkoreanischen Strafexpedition. Er empfand die in den Jahrzehnten danach in Südkorea vorherrschende Erklärung der Ereignisse als falsch, besagte diese doch, es sei ein kommunistischer, separatistischer Aufstand gewesen. Einem nach seinem Tod veröffentlichten Manuskript zufolge war jedoch Nordkorea an ihnen nicht wesentlich beteiligt. Das Handeln der Insulaner sei weniger ideologisch motiviert als vielmehr eine Reaktion auf eine vermeintliche Gefährdung der örtlichen Schmuggelwirtschaft. Außerdem habe man sich wehren wollen gegen Plünderungen, Morde und Vergewaltigungen seitens rechtsgerichteter Marodeure von der Koreanischen Halbinsel, die nach Jejudo geschickt worden waren. Auch das amerikanische Militär hatte Anteil an der Entwicklung.
1999 rief Präsident Kim Dae-jung eine Untersuchungskommission ins Leben, deren Ergebnisse die Regierungsseite schwer belasteten.
Danach wurde eine monumentale Gedenkstätte errichtet.